# L. H. C. Tippett
Pour les articles homonymes, voir Tippett.
Leonard Henry Caleb Tippett est un statisticien anglais connu sous le nom de L. H. C. Tippet né le 8 mai 1902 et mort le 9 novembre 1985. Il est connu pour sa contribution à la théorie des valeurs extrêmes, le théorème de Fisher-Tippett-Gnedenko, la loi de Fisher-Tippett et la table de nombres aléatoires. Il a obtenu la médaille Guy d'argent en 1954 et la médaille Shewhart en 1961.

## Publications
- Random Sampling Numbers, Cambridge University Press, London, 1927
- Methods of Statistics, Williams & Norgate Ltd., London, 1931, 1948, 1952
- Statistical Methods for Textile Technologists, by T. Murphy, K. P. Norris, L. H. C. Tippett, Textile Institute, Manchester, 1960, 1963, 1973, 1979
- A Portrait of the Lancashire Textile Industry, Oxford University Press, London 1969